# 山田大治
山田 大治（やまだ だいじ、1981年6月8日 - ）は、大阪府大阪市出身の元男子プロバスケットボール選手である。
ポジションはパワーフォワードであるが、スモールフォワードからセンターまでこなせる。200cm、105kg。元日本代表。

## 来歴

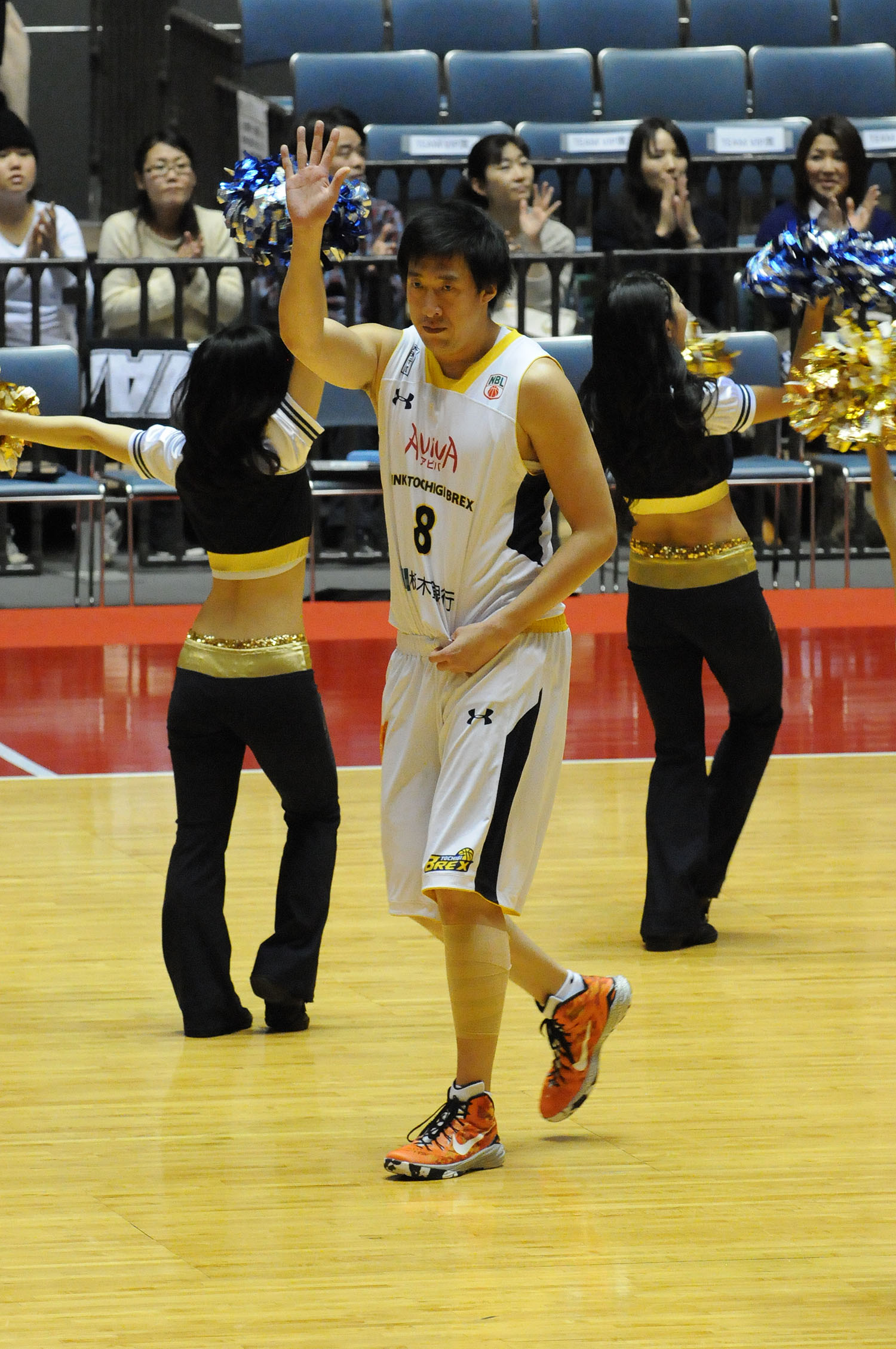
リンク栃木ブレックス時代

歌島中でバスケを始め、大阪高を経て、日本大学に進む。2001年のヤングメン日本代表に選出され、4年次には、インカレでは優勝に貢献し、MVP、得点王、リバウンド王の3冠を獲得。
卒業後の2004年、トヨタ自動車に入社。バスケットボール部に所属する。
2mの長身ながら1対1に強く、チームの得点として2005-06シーズンのスーパーリーグ優勝、2007年のオールジャパン初優勝に貢献。
2005年にはアジア選手権などの代表に選ばれ、2006年の世界選手権にも出場した。
2007年、地元大阪のパナソニックトライアンズに移籍。
2008年、レラカムイ北海道に移籍。
2011年、リンク栃木ブレックスに移籍。
2016年オフ、B2の広島ドラゴンフライズへ移籍。
2018年、B1の富山グラウジーズに移籍。
2020年オフ、富山との契約が満了、その後他のクラブなどとも契約はしていないが引退宣言は行っていない。現在は元富山グラウジーズの呉屋貴教が富山で主催する、バスケットボールスクールのクラブチームコーチを務める。
2021年8月、自身のSNSで現役引退を発表。
2022年、この年の4月に設立する群馬クレインサンダーズU18チームのヘッドコーチに就任。

## 経歴
- 大阪高 - 日大 - トヨタ自動車 - パナソニック - 北海道 - リンク栃木 - 広島 - 富山

## 日本代表歴
- 2001年ヤングメン世界選手権
- 2005年アジア選手権
- 2006年世界選手権
- 2010年アジア大会